# Torynobelodon
Torynobelodon (лат.) — вымерший род крупных хоботных, родственных слоновым. Обитали в позднем миоцене в Азии и Северной Америке. Типовой вид — Torynobelodon loomisi, описанный в 1929 году из неогеновых отложений округа Харлан, Небраска, США. Некоторыми авторами рассматривается в составе родов Amebelodon или Platybelodon.

## Таксономия
Шошани (1996) определил Torynobelodon как синоним Platybelodon, но Ламберт и Шошани (1998) считали, что морфологически он достаточно отличается для выделения в отдельный род. В том же году род включили в семейство Gomphotheriidae. Кладистическое исследование 2016 года показало, что Torynobelodon более примитивен, чем Platybelodon и Aphanobelodon.